# Интеркосмос-17
«Интеркосмос-17» (заводское обозначение АУОС-З-Р-Э-ИК) — советский научно-исследовательский спутник, запущенный по международной программе научных исследований «Интеркосмос» для изучения космических лучей солнечного и галактического происхождения. «Интеркосмос-17» создан в КБ «Южное» на платформе АУОС-З и построен на Южном машиностроительном заводе. Научная аппаратура спутника создана международной кооперацией стран-участниц программы.

## Конструкция
«Интекосмос-17» был третьим аппаратом, построенным на платформе АУОС-З, разработанной в днепропетровском КБ «Южное» и предназначенной для создания научно-исследовательских спутников. Базовая конструкция платформы представляла собой герметичный цилиндрический корпус, в котором размещались аккумуляторные батареи и служебные системы. В корпусе поддерживался постоянный тепловой режим. Единая телеметрическая система, созданная кооперацией стран-участниц программы «Интеркосмос», обеспечивала как управление аппаратом, так приём команд и передачу информации от научных приборов на наземные станции, расположенные в различных странах, участвующих в проводимых на спутнике экспериментах. Научная аппаратура размещалась в отсеке на верхней крышке корпуса. Внутри корпуса поддерживался постоянный тепловой режим. Снаружи на корпусе были установлены восемь неориентированных панелей солнечных батарей общей площадью 12,5 м², приборы и датчики бортовых систем и антенны радиотехнического комплекса. Датчики и антенны научной аппаратуры устанавливались на раскрывающихся в полёте штангах. Аппарат имел постоянную ориентацию продольной оси на Землю, для поддержания положения аппарата относительно местной вертикали выдвигалась штанга гравитационного стабилизатора. Ориентация и стабилизация по курсу обеспечивалась двухскоростным маховиком с электромагнитной разгрузкой. Цифровое запоминающее устройство на магнитной ленте позволяло сохранять данные в течение 24 часов. Системы спутника обеспечивали управление полётом и проведение научных экспериментов вне зоны радиовидимости наземных пунктов приёма и управления с последующим сбросом результатом во время сеансов связи.

## Полезная нагрузка
Полная масса спутника «Интеркосмос-17» — 1020 кг, из них полезная нагрузка — 98 кг. В составе аппаратуры «Интеркосмоса-17» были установлены следующие научные инструменты, созданные в различных странах-участниках программы:
- спектрометр для измерения потока и спектра электронов высоких энергий (СРР, СССР):
- измеритель температуры ионосферных электронов  (СССР, ЧССР);
- детектор и электростатический анализатор для регистрации протонов и электронов малых энергий (ЧССР, СССР);
- дифференциальный спектрометр для исследования энергетического спектра электронов и протонов солнечного ветра в широком диапазоне энергий (СССР);
- детектор нейтронов альбедо[комм. 1] (СССР, ЧССР);
- спектрометр для изучения ядерного состава энергичных частиц солнечного ветра (СССР);
- телескоп для измерения изотопного состава солнечных космических лучей и ядер (ЧССР, СССР),
- дозиметры для измерения доз поглощенного ионизирующего излучения (СССР);
- анализатор спектров заряженных частиц, проникающих через тканеэквивалентные материалы (СССР),
- детектор для регистрации микрометеороидов (ВНР, СССР, ЧССР);
- отражатель лазерного локатора для экспериментов по точному определению положения  спутника на орбите (ЧССР);
- коммутационный блок, осуществляющий подключение научных приборов и управление ими (СССР);
- стабилизатор напряжения питания научной аппаратуры (ВНР, СССР).

Данные научной аппаратуры собирались и передавались на наземные пункты единой телеметрической системой, входящей в состав платформы спутника.

## Программа полёта
Спутник «Интеркосмос-17» был запущен 24 сентября 1977 года с космодрома Плесецк и был выведен ракетой-носителем «Космос-3М» на орбиту c апогеем 519 км, перигеем 468 км, наклонением 83° и периодом обращения 94,4 минуты. Идентификатор полёта по международному каталогу COSPAR — 1977-096A. При гарантийном сроке 6 месяцев «Интеркосмос-17» проработал на орбите до 16 января 1979 года. Аппарат прекратил своё существование 8 ноября 1979 года
На «Интеркосмосе-17» осуществлялась программа комплексного изучения заряженных частиц в околоземном пространстве, начатая на спутниках «Интеркосмос-3», «Интеркосмос-5» и «Интеркосмос-13». В ходе проводимых исследований был поставлен эксперимент по  регистрации электронов методом переходного излучения. В целях изучения условий пребывания человека в космосе и разработки мер противорадиационной защиты космонавтов проводились измерения доз полученной радиации и спектров заряженных частиц, проникающих через тканевые материалы. Установленный на борту космического аппарата прибор для регистрации микрометеоритов, в отличие от ранее проводимых аналогичных экспериментов, позволял не только измерять плотность и энергию частиц в окружающем пространстве, но и определять их скорости, а следовательно и массу. Также с помощью установленного на спутнике лазерного отражателя проводилось определение его положения с точностью до 1 метра.  
В результате проведенных на «Интеркосмосе-17» исследований были получены данные о нейтронах альбедо, играющих важную роль в образовании радиационных поясов Земли. Были проведены измерения спектров и распределений энергичных заряженных частиц солнечного и магнитосферного происхождения в период высокой солнечной активности, изучены механизмы высыпания частиц различных энергий из радиационных поясов в ионосферу.   Собран материал по энергиям и массам микрометеоритов в околоземном пространстве, изучены вариации орбиты космического аппарата во время полёта.

### Комментарии
1. 1 2  Нейтроны альбедо, движущиеся в направлении от Земли, образуются при взаимодействии космических лучей с атмосферой.  Будучи в свободном состоянии нестабильными,  распадаются с образованием протонов высоких энергий, пополняющих радиационные пояса[4][5].
2. ↑  Переходное излучение - тип электромагнитного излучения, возникающий при пересечении заряженной частицей границы сред с разными значениями диэлектрической проницаемости[8].